# Medina spinosa
Medina spinosa är en tvåvingeart som först beskrevs av Daniel William Coquillett 1897.  Medina spinosa ingår i släktet Medina och familjen parasitflugor. Inga underarter finns listade i Catalogue of Life.